# El Coromoto
El Coromoto es un barrio de la ciudad de San Cristóbal de La Laguna. Junto al barrio se encuentra el campus de Anchieta de la Universidad de La Laguna.

## Fiestas
Las fiestas del barrio se celebran en la última semana de agosto en honor a Nuestra Señora de Coromoto, que es además la Patrona de Venezuela.